# Марк Лолий
Вижте пояснителната страница за други личности с името Марк Лолий.
Марк Лолий Павлин (на латински: Marcus Lollius Paulinus; † 2 г.) е древноримски генерал, първият губернатор на провинция Галация (25 пр.н.е.).
През 21 пр.н.е. служи като консул. Като управител на Галия, през 16 пр.н.е., е победен от сугамбрите и тенктерите – германски племена, прекосили Рейн. Тази загуба е свързана от Тацит с разгрома на Публий Квинтилий Вар в Тевтобургската гора, но тя по-скоро е позорна, отколкото опасна.
По-късно (2 пр.н.е.) Лолий заема положението на възпитател и съветник на Гай Цезар (син на Марк Випсаний Агрипа и Юлия Старша), по време на мисията му на Изток.
Марк Лолий е обвинен в изнудване и измяна към държавата, и предаден от Гай на императора. За да избегне наказанието, се самоубива, като се смята, че е погълнал отрова. Според Велей Патеркул и Плиний Млади, той е лицемер и се интересува единствено от трупането на богатство.
Марк Лолий има син, със същото име, който е през неизвестна година суфектконсул и е баща на Лолия Сатурнина и Лолия Павлина, третата жена на Калигула и императрица за кратко.